# Tsumetai Nettaigyo
Tsumetai Nettaigyo (冷たい熱帯魚), comercialitzada internacionalment com Cold Fish, és una pel·lícula japonesa del 2010 dirigida per Sion Sono. Cold Fish es va estrenar a la 67a Mostra Internacional de Cinema de Venècia el 7 de setembre de 2010 i va rebre el premi al millor guió a la secció de Funcions fantàstiques al Fantastic Fest 2010. La pel·lícula es va estrenar com a part de la línia Bloody Disgusting Selects.

## Argument
Nobuyuki Shamoto és el propietari tranquil i poc ambiciós d'una botiga de Shizuoka especialitzada en la venda de peixos tropicals. La seva vida familiar deixa molt a desitjar, ja que la seva filla Mitsuko és rebel i abusa físicament de la seva madrastra Taeko, la seva segona dona. Una nit, en Nobuyuki és convocat quan Mitsuko és atrapada robant en un supermercat local. Yukio Murata, un cap del supermercat, convenç al gerent que deixi l'assumpte i convida a Nobuyuki a visitar la seva pròpia peixateria tropical més gran. Durant una visita improvisada per la botiga d'en Yukio, Nobuyuki coneix la seva dona, l'Aiko. Afirmant que el destí va reunir els dos homes, el gregari Yukio convenç a Nobuyuki d'entrar en negocis amb ell. Yukio també s'enfronta a Mitsuko com a treballador a la seva botiga.
La pel·lícula es basa en les gestes de dos assassins en sèrie de Tòquio, Sekine Gen i Hiroko Kazama, un duo de marit i muller que era propietari d'una botiga d'animals i va assassinar almenys quatre persones.

## Repartiment
- Mitsuru Fukikoshi com a Nobuyuki Syamoto
- Denden com a Yukio Murata
- Asuka Kurosawa com Aiko Murata
- Megumi Kagurazaka com a Taeko Syamoto
- Hikari Kajiwara com a Mitsuko Syamoto
- Tetsu Watanabe com a Takayasu TsuTsui
- Ryouhei Abe com a Masato Yonkura

## Producció
Després d' Alien vs Ninja i Mutant Girls Squad, Cold Fish és la tercera pel·lícula que s'estrena per Sushi Typhoon de Nikkatsu, la seva sèrie de temàtica gore.
El director i escriptor Sion Sono es va veure influenciat pels casos de crims japonesos mentre desenvolupava Cold Fish, concretament sobre una matança real comesa per un propietari d'una gossera als anys noranta (la història de la pel·lícula involucra una família de tres persones). que s'embolica en una sèrie d'assassinats en sèrie perpetrats per un venedor de peixos tropicals a la prefectura de Shizuoka). Sono també volia "representar una sensació de total desesperança" que considerava "manca a les pel·lícules japoneses."

## Estrena
Cold Fish fou estrenada a la 67a Mostra Internacional de Cinema de Venècia el 7 de setembre de 2010. També es va mostrar als festivals de cinema de Pusan i al Festival Internacional de Cinema de Toronto on va rebre la seva estrena nord-americana. Cold Fish va guanyar el premi al millor guió a la Secció Fantastic del Fantastic Fest 2010. Va ser llançat al Japó el 29 de gener de 2011. Al XLIII Festival Internacional de Cinema Fantàstic de Catalunya va guanyar el Premi Orient Express.

## Recepció
Film Business Asia va donar a Cold Fish una puntuació de 8 sobre 10, elogiant l'actor Denden, sense la "seva actuació tour-de-fpirce... Cold Fish potser mai hauria funcionat." La ressenya va continuar afirmant que "Tot i que hi ha una gran quantitat de sang a l'exhibició, és en gran part dibuixada. Cold Fish no és tant una pel·lícula de terror de sang i fetge, més que un ball macabre sobre la ruptura social."
Al Regne Unit, Total Film va donar a la pel·lícula una puntuació de tres sobre cinc, suggerint que els girs argumentals i la comèdia negra donaven un benvolgut descans a "l'actuació en gran part histèrica i els rius de vísceres."
The Guardian va trobar que la pel·lícula era "bastant normal" en comparació amb les altres obres de Sono i va considerar que la pel·lícula era massa llarga. Radio Times a donar a la pel·lícula tres estrelles de cinc, elogiant l'actuació de Denden, Fukikoshi i Kurosawa i Shinya Kimura. fotografia i el disseny de producció de Takashi Matsuzuka, que va compensar "alguns moments de direcció excessivament indulgents".